# Zentralamerika- und Karibikspiele 1954/Tennis
Die Tenniswettbewerbe der VII. Zentralamerika- und Karibikspiele 1954 wurden vom 7. bis 14. März auf der Anlage des Centro Deportivo Chapultepec in Mexiko-Stadt ausgetragen. Es fanden bei Damen und Herren Einzel und Doppel sowie der Mixedwettbewerb statt. Die mexikanischen Spieler und Spielerinnen waren der Konkurrenz überlegen und blieben in den internationalen Vergleichen ungeschlagen. Mario Llamas und Imelda Ramírez gewannen jeweils drei Titel.

## Herren

### Einzel
| Platz | Land   | Spieler                    |
| ----- | ------ | -------------------------- |
| 1     | Mexiko | Mario Llamas               |
| 2     | Mexiko | Rafael Ortega              |
| 3     | Mexiko | Francisco Guerrero Arcocha |

### Doppel
| Platz | Land      | Spieler                                          |
| ----- | --------- | ------------------------------------------------ |
| 1     | Mexiko    | Mario Llamas Anselmo Puente                      |
| 2     | Mexiko    | Francisco Guerrero Arcocha Esteban Reyes Delgado |
| 3     | Kolumbien | Darío Behar Harry Faccini                        |

## Damen

### Einzel
| Platz | Land   | Spielerin        |
| ----- | ------ | ---------------- |
| 1     | Mexiko | Imelda Ramírez   |
| 2     | Mexiko | Rosa María Reyes |
| 3     | Mexiko | Yolanda Ramírez  |

### Doppel
| Platz | Land   | Spielerinnen                           |
| ----- | ------ | -------------------------------------- |
| 1     | Mexiko | Imelda Ramírez Yolanda Ramírez         |
| 2     | Mexiko | Rosa María Reyes María Tapia de Roldan |
| 3     | Kuba   | Pilar Herrero Mirta de la Paz          |

## Mixed
| Platz | Land      | Spieler                              |
| ----- | --------- | ------------------------------------ |
| 1     | Mexiko    | Imelda Ramírez Mario Llamas          |
| 2     | Mexiko    | María Tapia de Roldan Anselmo Puente |
| 3     | Venezuela | Andreína Pietri Carlos López Pérez   |

## Medaillenspiegel
| Platz | Land      | Gold | Silber | Bronze | Gesamt |
| ----- | --------- | ---- | ------ | ------ | ------ |
| 01    | Mexiko    | 5    | 5      | 2      | 12     |
| 02    | Kolumbien | —    | —      | 1      | 1      |
| 02    | Kuba      | —    | —      | 1      | 1      |
| 02    | Venezuela | —    | —      | 1      | 1      |

## Quelle
- Memoria, Séptimos Juegos Deportivos Centroamericanos y del Caribe. Comité Organizador de los Séptimos Juegos Deportivos Centroamericanos y del Caribe, 1954, (PDF-Datei, 40,7 MB),  S. 379–383.